# Honey (film, 2025)
Honey är en dansk familjefilm som hade premiär i Danmark den 6 februari 2025. Filmen är regisserad av Natasha Arthy, efter ett manus skrivet av Arthy och Mette Neerlin.

## Handling
Filmen handlar om 13-åriga Honey som kämpar med att våga visa sitt riktiga jag i den nya klassen. Hon älskar att spela musik men ingen vet om det än. Det enda Honey vill är att få en plats i Liams band, Rock Till We Drop.

## Rollista (i urval)
- Selma Sol í Dali Pape - Honey
- Jesper Christensen - morfar Marcel
- Sidsel Boel Kruse - Mikala
- Lene Maria Christensen - Honeys mor
- Simon Bennebjerg - Honeys far